# Phoenicopterus copei
Phoenicopterus copei är en utdöd fågel i familjen flamingor inom ordningen flamingofåglar. Den beskrevs 1891 utifrån fossila lämningar från pleistocen funna i Oregon, USA.